# Anabel Torres
Pour les articles homonymes, voir Torres.
Anabel Torres, née le 26 décembre 1948 à Bogota, est une poétesse et traductrice colombienne.

## Biographie
Elle étudie les langues modernes à l'université d'Antioquia à Medellín et fait un master à l'Institut international d'études sociales (en) à La Haye. 
Elle a été la sous-directrice de la Bibliothèque nationale de Colombie.

## Œuvres
- Casi poesía (1975)
- La mujer del esquimal (1981)
- Las bocas del amor (1982)
- Poemas (1987)
- Medias Nonas, Medellin, Editorial Universidad de Antioquia, Colección Celeste, 1992, 242 p.  (ISBN 9586550346)
- Poemas de guerra (Barcelone, 2000)
- En un abrir y cerrar de hojas (Saragosse, Espagne, 2001)
- Agua herida, Bogotá, Ediciones Árbol de papel, 2004  (ISBN 9583361119)
- El origen y destino de las especies de la fauna masculina paisa (2009)

## Prix
- Prix national de poésie, université de Nariño, 1974
- Prix national de poésie, université d'Antioquia, 1980
- Prix national de poésie de Roldanillo, Ediciones Embalaje, Museo Rayo, 1987